# Weinsheim, Bitburg-Prüm
Weinsheim là một đô thị ở huyện Bitburg-Prüm, trong bang Rheinland-Pfalz, phía tây nước Đức. Đô thị Weinsheim, Bitburg-Prüm có diện tích 24,02 km², dân số thời điểm ngày 31 tháng 12 năm 2006 là 1041 người.